# Sega AI Computer

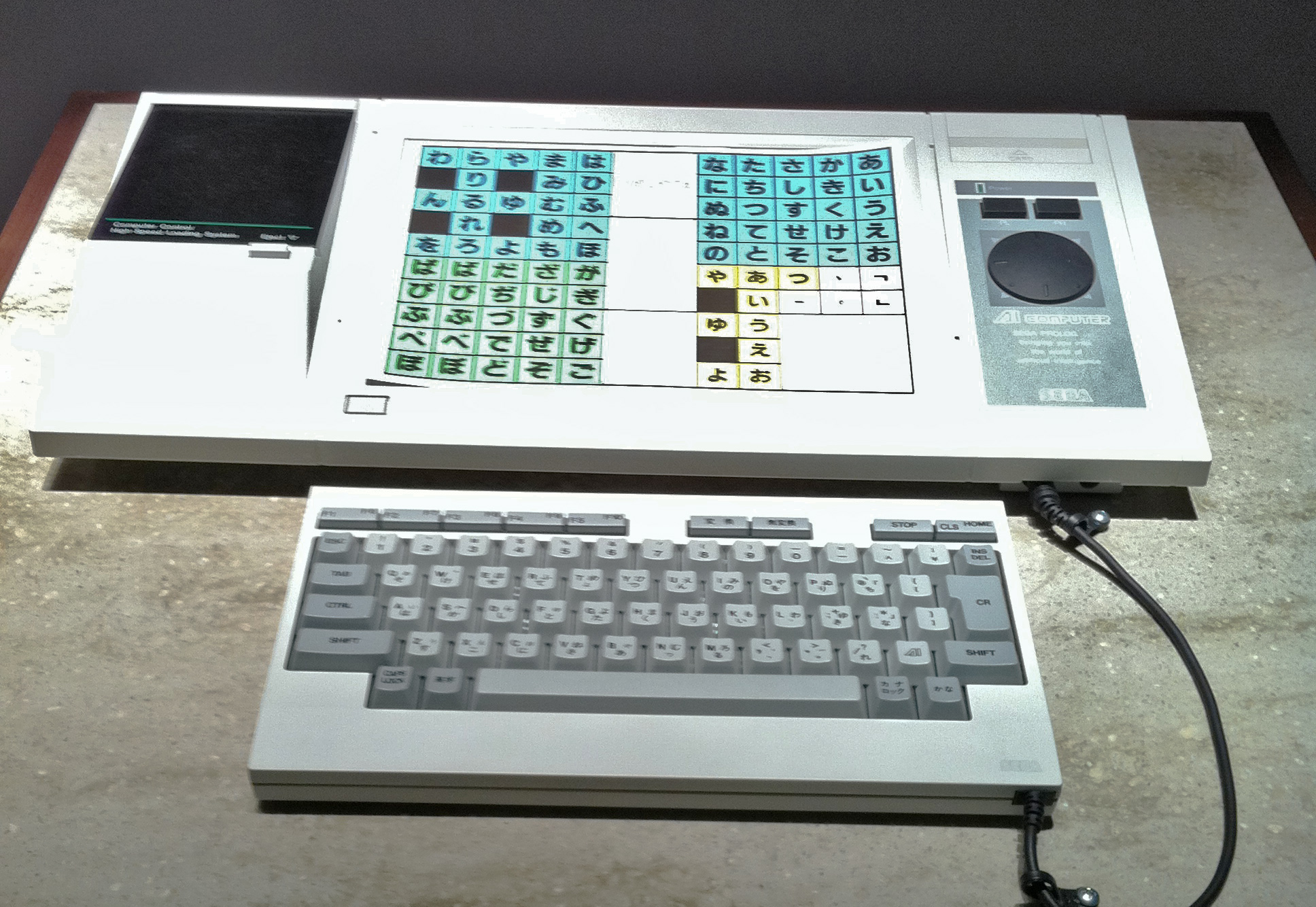
Sega AI Computer

Der Sega AI Computer wurde im Jahre 1986 von der japanischen Firma Sega veröffentlicht. Zur Eingabe von Zeichen und Befehlen wurde statt der ansonsten üblichen Tastatur ein Grafiktablett benutzt. Die angestrebte Zielgruppe waren Schüler sowie der Bildungsbereich.
Er verwendet einen 16-Bit-NEC-V20-Prozessor mit einem Takt von 5 MHz hatte insgesamt 512 kB ROM, aufgeteilt in 2 × 64 kB System-ROM mit dem vom CSK Research Institute entwickelten Prolog-Interpreter, dessen Spezifikationen auf 40 Grundbefehle beschränkt sind, um in das 128 kB große interne ROM zu passen als Programmiersprache sowie 1 × 128 KB Zeichen-ROM, zur Darstellung des japanischen und des englischen Zeichensatzes und 2 × 128 KB Sprach-ROM, letztere ermöglicht die Sprachausgabe.
Mit 128 KB verbautem RAM war der Sega AI für damalige Verhältnisse recht üppig ausgestattet. Zur Videoausgabe wurde ein Yamaha V9938 mit einer Auflösung von 256 × 212 Pixeln und einem VRAM von 64 kB, und zur Tonausgabe ein Texas Instruments SN76489 verwendet. Zusätzlich war der Sega AI mit einer Touch-Oberfläche mit Overlays, 8-Richtungs-Pad + 3 Tasten ausgestattet. Zudem verfügte er über einen Mikrofonanschluss, eine serielle RS-232-Schnittstelle und einen Kassettenrekorder (Datasette) mit 9600 Baud. Des Weiteren konnte der Sega AI Programme verarbeiten, die sich auf einem speziellen Steckmodul, der Sega Card befanden.
Als Zusatzausstattung wurde eine externe Tastatur sowie Boxen angeboten.

## Software
Zwischen August 1986 und Mai 1989 wurden, überwiegend in Japan, mehr als 30 Titel für diesen Computer veröffentlicht.

## Emulation
MAME bietet seit der Version 0.262, die Ende Januar 2024 erschien, eine grundsätzlich funktionierende Emulation des Sega AI Computers.